# Al-Burhan Fi Tafsir al-Quran
 (juillet 2025).
Le contenu est difficilement compréhensible vu les erreurs de traduction, qui sont peut-être dues à l'utilisation d'un logiciel de traduction automatique.
Al-Burhan fi tafsir al-Coran ou Kitab al-Burhan fi tafsir al-Coran, communément connu sous le nom Tafsir al-Burhan (en arabe : تفسير البرهان‌), est un tafsir musulman chiite (ou exégèse du Coran) écrit par Seyed Hashim bin Sulaiman bin Ismail al Husaini al Bahrani,,,. 

## Livre
Il y a près de 14000 hadiths exégétiques, racontés dans la famille de Muhammad, rassemblés par certains érudits chiites dans un certain nombre de commentaires bien connus sous le nom de Tafasir e Ma'thur (commentaires traditionnels) en chiite. Au XIIe siècle, la plupart de ces traditions étaient rassemblées dans les deux grandes collections intitulées Al-Burhan fi Tafsir al-Qur'an, l'œuvre de Bahrani.  
C'est l'un des commentaires les plus importants du chiisme traditionnel (rawayi) du XIe et du début du XIIe siècle de notre ère en arabe. Son auteur est Seyed Hashim bin Sulaiman bin Ismail al Huseini al Bahrani, le spécialiste du chiisme des «croyants aux traditions» (akhbari maslak), commentateur, traditioniste et auteur. Dans ce commentaire qui est dans la méthode traditionnelle (rawayi), il a expliqué les sujets des sciences religieuses, la narration, les nouvelles des prophètes (c'est-à-dire les récits des paroles et des actes de Mahomet) et surtout, les vertus de la maison de l'imamisme. Ensuite, il a relaté les hadiths et traditions cités par ménage et leurs relations avec les versets coraniques, ci-dessous. Le commentaire d'Al-Burhan a compilé de nombreuses nouvelles et secrets des sciences coraniques dans le domaine du commentaire qui a été rapporté dans les vieux livres inconnus. Il a également guidé les lecteurs vers les nombreuses traditions qui avaient été cachées pour les récents commentateurs[réf. nécessaire].

## Structure du livre
Ce livre contient une introduction et 16 chapitres (Bab). Dans ces chapitres, expliquant les sujets coraniques et les points de vue des commentaires tels que: 
- En vertu et en supériorité du savant et de l'étudiant
- en vertu du Coran
- dans "Saghlien" (Coran saghle akbar et tradition saghle asghar)
- un autre chapitre du Noble Coran, n'a pas recueilli par ordre de révélation
- s'abstenir de tout commentaire personnel, le commentateur interdit explicitement aux autres de modifier le commentaire, bien qu'ici, son intention de commentaire concerne l'interprétation
- la signification littérale et l'aspect intérieur du Coran
- le prochain chapitre porte sur: pourquoi le Coran a été révélé en arabe?
- les traditions incompatibles avec le Coran
- la première et la dernière sourates révélées
- dans le chapitre quinzième, l'auteur explique la corrélation descendance et Coran et souligne que l'aspect intérieur et la connaissance du Coran sont avec les «Quatorze innocents»
- dans le chapitre seize, introduisant ses références de commentaires et a dit quelques termes de commentaires communs. Bahräni dans ce commentaire, n'a relaté que les traditions et les nouvelles et à la fin de chaque partie, a mentionné séparément, les traditions enregistrées.

## Articles Connexes
- Tafsir Al-Mîzân
- Coran
- Chiisme